# Hjälpplantering
Hjälpplantering är en plantering inom skogsbruk som utförs tidsmässigt efter den ursprungliga planteringen för att komplettera delar av ett skogsområde som bedöms ha för få framtida huvudstammar per hektar. Hjälpplantering är därför en åtgärd som sätts in när en första plantering eller självföryngring efter en tid har misslyckats att ge tillräckligt många livskraftiga plantor.